# میکروثانیه
میکروثانیه(به انگلیسی: Microsecond) یک واحد اس‌آی و برابر با یک میلیونم (۶-۱۰) یک ثانیه و نماد آن µs است.
یک میکروثانیه برابر با ۱۰۰۰ نانوثانیه یا ۱/۱۰۰۰ میلی‌ثانیه است. به این دلیل که واحد بعدی اس‌آی ۱۰۰۰ برابر بزرگتر است معمولاً زمان‌های ۵-۱۰ و ۴-۱۰ به‌صورت ده و صد میکروثانیه بیان می‌شوند.

## اندازه‌ها برحسب میکروثانیه
- ۱ میکروثانیه - زمان تناوب فرکانس ۱‎×۱۰۶ هرتز (۱مگاهرتز)
- ۱ میکروثانیه - مدت زمان فلش یک چرخش‌نما
- ۱٫۸ میکروثانیه - مدت زمانی که در اثر زمین‌لرزه ۲۰۱۱ ژاپن از طول روز کاسته شد.
- ۲ میکروثانیه - طول عمر یک ذره مونیوم
- ۲٫۶۸ میکروثانیه - مدت زمانی که در اثر زمین‌لرزه ۲۰۰۴ اقیانوس هند از طول روز کاسته شد.
- ۳٫۳۳۵۶۴۰۹۵ میکروثانیه - مدت زمانی که طول می‌کشد تا نور مسافت یک کیلومتر را در خلا طی کند.
- ۴٫۶۳ میکروثانیه - یک ۶۰ام یک ۶۰ام یک ۶۰ام یک ثانیه
- ۵٫۴ میکروثانیه - مدت زمانی که طول می‌کشد تا نور مسافت یک مایل را در خلا طی کند.
- ۱۰ میکروثانیه - زمان تناوب فرکانس ۱۰۰ کیلوهرتز، طول موج رادیویی ۳ کیلومتر
- ۱۷ میکروثانیه - مدت زمانی که هر سال بر اثر شتاب جزر و مدی به طول روز اضافه می‌شود.
- ۳۸ میکروثانیه - اختلاف ساعت ماهواره‌های جی‌پی‌اس بر اثر نسبیت
- ۵۰ میکروثانیه - زمان تناوب فرکانس ۲۰ کیلوهرتز (بیشترین فرکانس قابل شنیدن برای انسان)
- ۱۰۰ میکروثانیه - زمان تناوب فرکانس ۱۰ کیلوهرتز
- ۲۴۰  میکروثانیه - نیمه‌عمر کوپرنیسیم-۲۷۷
- ۲۵۰ میکروثانیه - زمان تناوب فرکانس ۴ کیلوهرتز (بیشترین فرکانس صدای تلفن)
- ۲۷۷٫۸ میکروثانیه - یک ۶۰ام یک ۶۰ام ثانیه، زمانی که در محاسبات نجوم توسط ابوریحان بیرونی و راجر بیکن در سال‌های ۱۰۰۰ و ۱۲۶۷ میلادی استفاده شده بود.
- ۱۰۰۰ میکروثانیه - مدت زمان روشن بودن فلاش دوربین.
- ۴۰۰۰ میکروثانیه - زمان بازبودن شاتر دوربین در یک دوربین استاندارد.
- ۳۵۰٬۰۰۰ میکروثانیه - مدت زمان پلک‌زدن انسان